# Grimmareds församling
Grimmareds församling var en församling i Göteborgs stift och i Varbergs kommun. Församlingen uppgick 2006 i Kungsäters församling.

## Administrativ historik
Grimmareds församling har medeltida ursprung. Församlingen var till 2006 annexförsamling i pastoratet Kungsäter, Gunnarsjö, Grimmared och Karl Gustav. Församlingen uppgick 2006 i Kungsäters församling.

## Kyrkobyggnader
- Grimmareds kyrka